# نبرد تن‌آرو
نبرد تن آرو، نبرد رودخانه ایلو (انگلیسی: Battle of the Tenaru) یک نبرد زمینی بین نیروی زمینی امپراتوری ژاپن و متفقین بود که در ۲۱ اوت ۱۹۴۲ در جزیره گوادال‌کانال در طی جنگ اقیانوس آرام در جنگ جهانی دوم به وقوع پیوست. این نبرد اولین حمله بزرگ زمینی ژاپن در طی نبرد گوادال‌کانال بود.
در سال ۲۰۱۰، این نبرد به اوج اولین قسمت مینی سریال استیون اسپیلبرگ و تام هنکس، اقیانوس آرام (مینی‌سریال) تبدیل شد.